# L'Odyssée de l'espèce (téléfilm)
Pour les articles homonymes, voir L'Odyssée de l'espèce.
L'Odyssée de l'espèce est un téléfilm documentaire franco-canadien réalisé par Jacques Malaterre. Docufiction de 90 minutes sur la Préhistoire, il est tourné en 2002 sous la caution scientifique d'Yves Coppens. Il est diffusé pour la première fois le 7 janvier 2003 sur France 3. Une version en trois épisodes de 52 minutes a été diffusée en août 2003 sur France 5. Charles Berling assurait en France la voix du narrateur. Au Canada, l'une des deux versions a été diffusée sur Discovery Channel (Canada).
Le titre fait référence à celui du roman 2001 : L'Odyssée de l'espace et du film du même nom.

## Synopsis
Ce docufiction présente l'histoire évolutive de la lignée humaine durant les 7 derniers millions d'années, depuis Toumaï et Orrorin tugenensis jusqu'à Homo sapiens, en passant par Lucy (australopithèque), Homo habilis, Homo ergaster, Homo erectus et Néandertal...

## Caution scientifique
Lors de sa sortie, L'Odysée de l'espèce devient rapidement une référence dans le domaine de la vulgarisation scientifique de la paléoanthropologie et de la préhistoire.[réf. nécessaire] Au fil des années et des nouvelles découvertes, certaines affirmations du documentaire se révèlent erronées, tout particulièrement le dernier chapitre concernant l'homme de Néandertal : le film présente leur disparition comme étant due à l'impossibilité pour Sapiens et Neandertal de concevoir des enfants ensemble, on sait désormais que ce n'est pas le cas et que Neandertal a été absorbé par Sapiens, plus qu'il n'a disparu.
Le séquençage du génome néandertalien obtenu l’Institut Max Planck à Leipzig remet en cause cette fiction. Le croisement entre Sapiens et Néandertal aurait eu lieu au Moyen-Orient, autour de 80 000 ans.

## Fiche technique
- Titre : L'Odyssée de l'espèce
- Réalisation : Jacques Malaterre
- Scénario : Jacques Dubuisson et Michel Fessler, d'après une idée originale d'Hervé Dresen
  - Adaptation : Jacques Malaterre
  - Écriture de la narration : Frédéric Fougea
- Direction scientifique : Yves Coppens
- Musique : Yvan Cassar
- Photographie : Martial Barrault
- Montage : Jacques Malaterre et Bob Rayers
- Direction artistique : Victor Botha et Adrien Morot
- Effets spéciaux et animation 3D : Mac Guff
- Production : Charles Gazelle et Christian Gerin
- Sociétés de production : France 3, Transparences Productions, 17 juin Production, Pixcom, RTBF, Mac Guff Ligne, en association avec Discovery Channel (Canada), Channel 4, Rai, ZDF, TSR, Planète et France 5

## Distribution
- Charles Berling : narrateur (version long métrage)
- Stéphane Freiss : narrateur (version mini-série)

## Accueil
Lors de sa première diffusion sur France 3, le docufiction a été regardé par 8,7 millions de téléspectateurs, soit 34,2% du public.

## Série
L'Odyssée de l'espèce est le premier volet d'une série docufiction de trois épisodes, réalisés par Jacques Malaterre de 2002 à 2007 pour France 3 et Discovery Channel (Canada), sous le contrôle scientifique d'Yves Coppens, avec la collaboration d'Anne-Marie Bacon et de Sandrine Prat du CNRS :
- 2002 : L'Odyssée de l'espèce, sur l'histoire évolutive de la lignée humaine ;
- 2004 : Homo sapiens, sur l'émergence de notre espèce ;
- 2007 : Le Sacre de l'homme, sur la période néolithique, avec la collaboration de Jean Guilaine.